# Anógyra
Anógyra (grec moderne : Ανώγυρα) est un village de Chypre de plus de 301 habitants.

## Histoire

### Commanderie hospitalière
Anógyra est une ancienne commanderie de l'ordre de Saint-Jean de Jérusalem. Dans la littérature française, il s'agit de la commanderie de « La Noyère » (Ανογϱα). On l'appelait la petite commanderie, elle était unie avec la maison de l'Hôpital de « La Fenique »  (Φινιχα, Fínikas)  en comparaison avec la grande commanderie qui était celle de Kolóssi.